# Christopher Lawless
Christopher Lawless (Wigan, 4 november 1995) is een Engels weg- en voormalig baanwielrenner.

## Carrière
In 2013 werd Lawless Brits kampioen op de weg bij de junioren door Gabriel Cullaigh en Tao Geoghegan Hart naar de dichtste ereplaatsen te verwijzen.
In 2015 werd Lawless zesde in de door Philippe Gilbert gewonnen GP Pino Cerami. In 2016 won hij de eerste etappe van de New Zealand Cycle Classic, waarna hij de leiderstrui aan mocht trekken. Deze raakte hij de volgende dag echter alweer kwijt aan Alex Frame. Later dat jaar werd hij onder meer zesde in de Trofej Umag en derde in de Rutland-Melton International Cicle Classic.
In april 2017 won Lawless de ZLM Tour, voor Jasper Philipsen en Jérémy Lecroq. Na winst in een etappe in de Ronde van Beauce werd Lawless in juni tweede in het nationale kampioenschap op de weg, veertig seconden achter winnaar Steve Cummings. In de vierde etappe van de Ronde van de Toekomst bleef hij een sprintend peloton twee seconden voor, Imerio Cima werd tweede.
In 2018 werd Lawless prof bij Team Sky. In maart van dat jaar werd hij vierde in de openingsrit van de Internationale Wielerweek. Later die dag won hij, samen met zijn ploeggenoten, de 13,3 kilometer lange ploegentijdrit. In de derde etappe sprintte Lawless zelf naar de overwinning, voor Paolo Totò.

## Baanwielrennen

### Palmares
| Jaar     | BK                   | EK       | WK       | Overig   |
| Junioren | Junioren             | Junioren | Junioren | Junioren |
| -------- | -------------------- | -------- | -------- | -------- |
| 2013     | Puntenkoers, Scratch |          |          |          |
| Elite    |                      |          |          |          |
| 2012     | Ploegenachtervolging |          |          |          |
| 2013     | Omnium               |          |          |          |
| 2014     | Ploegenachtervolging |          |          |          |

## Wegwielrennen

### Overwinningen
2013
2e etappe Trofeo Karlsberg
Puntenklassement Trofeo Karlsberg
 Brits kampioen op de weg, Junioren
2016
1e etappe New Zealand Cycle Classic
2017
ZLM Tour
3e etappe deel B Ronde van Beauce
4e etappe Ronde van de Toekomst
2018
1e etappe deel B (ploegentijdrit) en 3e etappe Internationale Wielerweek
2019
Eind- en puntenklassement Ronde van Yorkshire
Jongerenklassement Ronde van Wallonië

## Resultaten in voornaamste wedstrijden
|      | \| Jaar \| Gent-Wevelgem \| Ronde van Vlaanderen \| Scheldeprijs \| \| Wereldranglijsten \| \| ---- \| ------------- \| -------------------- \| ------------ \| \| ----------------- \| \| 2018 \| \| \| ↑ \| \| 288e (UWT) \| \| 2019 \| opgave \| \| ↑ \| \| 138e (UWR) \| \| 2020 \| 83e \| 99e \| 152e \| \| \| |                      |              |  |                   |
| Jaar | Gent-Wevelgem | Ronde van Vlaanderen | Scheldeprijs |  | Wereldranglijsten |
| 2018 | |                      | ↑            |  | 288e (UWT)        |
| 2019 | opgave |                      | ↑            |  | 138e (UWR)        |
| 2020 | 83e | 99e                  | 152e         |  |                   |

## Ploegen
- 2015 –  Team Wiggins
- 2016 –  JLT Condor
- 2017 –  Axeon Hagens Berman
- 2018 –  Team Sky
- 2019 –  Team INEOS[1]
- 2020 –  Team INEOS
- 2021 –  Total Direct Energie
- 2022 –  Team TotalEnergies
- 2023 –  AT85 Pro Cycling tot 17/3
- 2023 –  Lotto Dstny Development Team vanaf 4/4

Atkins · Briggs · Clancy · Downing · Dunne · Frame · Grivell-Mellor · Lapier · Laverack · Lawless · McCarthy · Moses · Mould · Slater · Williams · Hennessy (stagiair)
Anderson · Barta · Blevins · Brown · Costa · Curran · Dunbar · Garrison · Lawless · Narváez · I. Oliveira · R. Oliveira · Owen · Powless · Rice · Young
van Baarle · Basso · Bernal · Castroviejo · de la Cruz · Deignan · Dibben · Doull · Elissonde · Froome · Geoghegan Hart · Gołaś · Halvorsen · Seb. Henao · Ser. Henao · Intxausti · Kiryjenka · Knees · Kwiatkowski · Lawless · López · Moscon · Poels · Puccio · Rosa · Rowe · Sivakov · Stannard · Thomas · Wiśniowski
van Baarle · Basso · Bernal · Castroviejo · de la Cruz · Doull · Dunbar · Elissonde · Froome · Ganna · Geoghegan Hart · Gołaś · Halvorsen · Seb. Henao · Kiryjenka · Knees · Kwiatkowski · Lawless · Moscon · Narváez · Poels · Puccio · Rosa · Rowe · Sivakov · Sosa · Stannard · Swift · Thomas
Amador · Basso · Bernal · Carapaz  · Castroviejo · Dennis   · Doull · Dunbar · Froome · Ganna   · Geoghegan Hart · Gołaś · Hayter · Henao · Kiryjenka (t/m 31 januari) · Knees · Kwiatkowski · Lawless · Moscon · Narváez · Puccio · Rivera · Rodriguez · Rowe · Sivakov · Sosa · Stannard · Swift · Thomas · Van Baarle · Wurf (vanaf 1 februari)
Boasson Hagen · Bodnar · Bonifazio · Burgaudeau · Cabot · de la Parte · Doubey · Dujardin · Ferron · Geniez (tot 31/5) · Grellier · Jousseaume · Latour · Lawless · Manzin · Oss · Ourselin · Rodríguez · J. Sagan · P. Sagan · Simon · Soupe · Terpstra · Turgis · Van Gestel · Vuillermoz · Devanne (stagiair) · Vercher (stagiair)